# خالد هادي
خالد هادي مواليد 1 فبراير 1962 في العراق، هو لاعب كرة قدم عراقي سابق كان يلعب في مركز الوسط. لعب في صفوف منتخب العراق في دورة الألعاب العربية عام 1985.